# Allenatori vincitori del campionato italiano di calcio
In questa lista sono elencati tutti gli allenatori che hanno vinto almeno una volta il campionato italiano di calcio. L'elenco è aggiornato alla stagione di Serie A 2024-2025 ma considera solo tutti i campionati disputati a partire dal 1914-1915.

## Numero di campionati vinti per allenatore
In grassetto gli allenatori ancora in attività.

### 7 campionati
- Giovanni Trapattoni:  Juventus 1976-1977, 1977-1978, 1980-1981, 1981-1982, 1983-1984, 1985-1986,  Inter 1988-1989

### 6 campionati
- Massimiliano Allegri:  Milan 2010-2011,  Juventus 2014-2015, 2015-2016, 2016-2017, 2017-2018, 2018-2019

### 5 campionati
- Fabio Capello:  Milan 1991-1992, 1992-1993, 1993-1994, 1995-1996,  Roma 2000-2001
- Antonio Conte:  Juventus 2011-2012, 2012-2013, 2013-2014,  Inter 2020-2021,  Napoli 2024-2025
- Marcello Lippi:  Juventus 1994-1995, 1996-1997, 1997-1998, 2001-2002, 2002-2003

### 4 campionati
- Carlo Carcano:  Juventus 1930-1931, 1931-1932, 1932-1933, 1933-1934
- Hermann Felsner:  Bologna 1924-1925, 1928-1929, 1938-1939, 1940-1941

### 3 campionati
- William Garbutt:  Genoa 1914-1915, 1922-1923, 1923-1924
- Helenio Herrera:  Inter 1962-1963, 1964-1965, 1965-1966
- Roberto Mancini:  Inter 2005-2006, 2006-2007, 2007-2008
- Giuseppe Viani:  Milan 1956-1957, 1958-1959, 1961-1962
- Árpád Weisz:  Inter 1929-1930,  Bologna 1935-1936, 1936-1937

### 2 campionati
- Guido Ara:  Pro Vercelli 1920-1921, 1921-1922
- Fulvio Bernardini:  Fiorentina 1955-1956,  Bologna 1963-1964
- Tony Cargnelli:  Torino 1927-1928,  Inter 1939-1940
- Renato Cesarini:  Juventus 1959-1960, 1960-1961
- Luigi Ferrero:  Torino 1945-1946, 1946-1947
- Alfredo Foni:  Inter 1952-1953, 1953-1954
- Nils Liedholm:  Milan 1978-1979,  Roma 1982-1983
- José Mourinho:  Inter 2008-2009, 2009-2010
- Nereo Rocco:  Milan 1961-1962, 1967-1968
- Čestmír Vycpálek:  Juventus 1971-1972, 1972-1973

### 1 campionato
- Carlo Ancelotti:  Milan 2003-2004
- Osvaldo Bagnoli:  Verona 1984-1985
- Eugenio Bersellini:  Inter 1979-1980
- Ottavio Bianchi:  Napoli 1986-1987
- Carlo Bigatto:  Juventus 1934-1935
- Alberto Bigon:  Napoli 1989-1990
- Luigi Bonizzoni:  Milan 1958-1959
- Vujadin Boškov:  Sampdoria 1990-1991
- Ljubiša Broćić:  Juventus 1957-1958
- Jesse Carver:  Juventus 1949-1950
- Armando Castellazzi:  Inter 1937-1938
- Lajos Czeizler:  Milan 1950-1951
- Leslie Lievesley:  Torino 1948-1949
- Sven-Göran Eriksson:  Lazio 1999-2000
- Heriberto Herrera:  Juventus 1966-1967
- Giovanni Invernizzi:  Inter 1970-1971
- Simone Inzaghi:  Inter 2023-2024
- Antonio Janni:  Torino 1942-1943
- Tommaso Maestrelli:  Lazio 1973-1974
- Carlo Parola:  Juventus 1974-1975
- Bruno Pesaola:  Fiorentina 1968-1969
- Stefano Pioli:  Milan 2021-2022
- Ettore Puricelli:  Milan 1954-1955
- Luigi Radice:  Torino 1975-1976
- Nino Resegotti:  Inter 1919-1920
- Arrigo Sacchi:  Milan 1987-1988
- György Sárosi:  Juventus 1951-1952
- Maurizio Sarri:  Juventus 2019-2020
- Alfréd Schaffer:  Roma 1941-1942
- Manlio Scopigno:  Cagliari 1969-1970
- Luciano Spalletti:  Napoli 2022-2023
- Mario Sperone:  Torino 1947-1948
- József Viola:  Juventus 1925-1926[4]
- Alberto Zaccheroni:  Milan 1998-1999

## Allenatori che hanno vinto il campionato italiano alla loro prima stagione in Serie A
Di seguito elenco allenatori:
- Tony Cargnelli:  Torino 1927-1928
- Carlo Bigatto:  Juventus 1934-1935
- Antonio Janni:  Torino 1942-1943
- Leslie Lievesley:  Torino 1948-1949
- Jesse Carver:  Juventus 1949-1950
- Ettore Puricelli:  Milan 1954-1955
- Ljubiša Broćić:  Juventus 1957-1958
- Giovanni Invernizzi:  Inter 1970-1971
- Čestmír Vycpálek:  Juventus 1971-1972
- Arrigo Sacchi:  Milan 1987-1988
- José Mourinho:  Inter 2008-2009

## Primati
- Antonio Conte è l'unico allenatore ad aver vinto lo scudetto con tre squadre diverse in Serie A (Juventus, Inter e Napoli).
- Antonio Conte ha stabilito il record di 102 punti in un campionato di Serie A a 20 squadre con i 3 punti per vittoria (da allenatore della Juventus nella stagione 2013-2014).
- Massimiliano Allegri detiene il record storico - al momento ineguagliato - del numero di scudetti vinti consecutivamente in Serie A: 5 (da allenatore della Juventus, dalla stagione 2014-2015 alla stagione 2018-2019). Stesso record detiene in un campionato europeo Miguel Muñoz, che dal 1961 al 1965 vinse da allenatore del Real Madrid cinque volte consecutive la Liga.
- Giovanni Trapattoni è l'allenatore ad aver vinto più scudetti in Serie A: 7 (6 con la Juventus e 1 con l'Inter).
- Giovanni Trapattoni ha stabilito da allenatore il record di 51 e 58 punti nel campionato di Serie A rispettivamente a 16 e 18 squadre (entrambi con 2 punti per vittoria): 51 punti con la Juventus nel campionato 1976-77 e 58 punti con l'Inter nel campionato 1988-89.
- Carlo Bigatto e Leslie Lievesley sono gli unici allenatori ad aver vinto tutti i campionati di Serie A a cui hanno partecipato da allenatore (uno ciascuno per entrambi).[1]